# Mughiphantes hadzii
Mughiphantes hadzii är en spindelart som först beskrevs av Miller och Polenec 1975.  Mughiphantes hadzii ingår i släktet Mughiphantes och familjen täckvävarspindlar.
Artens utbredningsområde är Slovenien. Inga underarter finns listade i Catalogue of Life.